# Collection anglienne

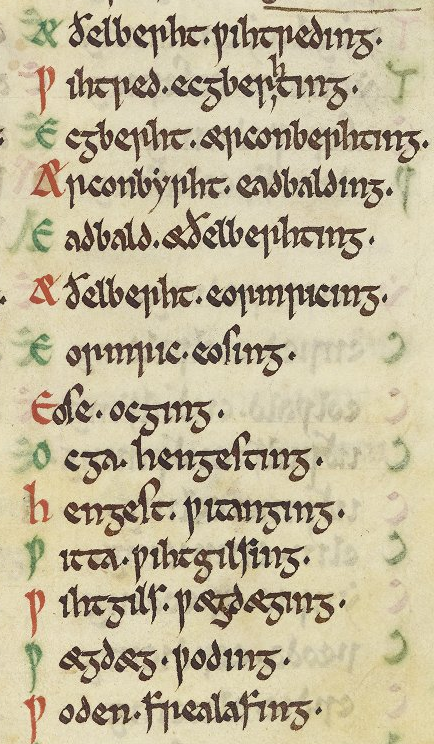
L'ascendance du roi du Kent Æthelberht II (roi du Kent) dans la version R de la Collection anglienne.

La Collection anglienne (Anglian collection en anglais) est une série de listes de rois anglo-saxons.
Elle subsiste dans quatre manuscrits différents. Deux d'entre eux sont conservés à la British Library, le troisième au Corpus Christi College de l'université de Cambridge et le dernier, qui appartient aux collections de la cathédrale de Rochester, est conservé aux archives du district de Medway, dans le Kent.

## Description
Les listes généalogiques de la Collection anglienne retracent l'ascendance de rois du Deira (Edwin), de Bernicie (Ecgfrith, Ceolwulf, Eadberht et Alhred), de Mercie (Æthelred, Æthelbald, Ecgfrith et Cenwulf), du Lindsey (Aldfrith), du Kent (Æthelberht II) et d'Est-Anglie (Ælfwald). Cette ascendance remonte systématiquement jusqu'au dieu Woden et son père.
Trois des quatre versions comprennent également la généalogie des rois du Wessex et des listes de rois de Mercie et de Northumbrie, avec la durée de leurs règnes en années.

## Les manuscrits
| Version | Manuscrit                                                                               | Lieu                                                    | En ligne |
| ------- | --------------------------------------------------------------------------------------- | ------------------------------------------------------- | -------- |
| V       | Cotton MS Vespasian B vi. fol. 104-109                                                  | British Library (Londres)                               | oui      |
| C       | CCCC 183 fol. 59-67                                                                     | Bibliothèque Parker, Corpus Christi College (Cambridge) | oui      |
| T       | Cotton MS Tiberius B v. volume 1 fol. 2-73, 77-88 et Cotton MS. Nero D ii. fol. 238-241 | British Library (Londres)                               | oui      |
| R       | Rochester Cathedral Library MS A.3.5 (Textus Roffensis) fol. 102-118                    | Medway Archives (Strood)                                | oui      |

- La version V est la plus ancienne des quatre. Dans sa forme d'origine, elle a été composée en Mercie au début du IXe siècle. Par la suite, différents scribes continuent à mettre à jour les listes de papes et d'évêques jusqu'au début du XIIe siècle, mais pas les listes de rois. C'est la seule à ne pas inclure la généalogie du Wessex et les listes royales de Mercie et de Northumbrie[3].
- La version C, qui figure dans une copie de la Vie de saint Cuthbert de Bède le Vénérable, remonte à la première moitié du Xe siècle. Le contenu des listes épiscopales suggère qu'elle a été produite dans le sud-ouest de l'Angleterre, peut-être à Glastonbury[4].
- La version T apparaît dans une compilation de textes divers produite dans la première moitié du XIe siècle dans le sud de l'Angleterre. Les listes de la Collection anglienne qui y figurent semblent avoir été copiées d'un original issu de Cantorbéry[5].
- La version R est préservée dans le Textus Roffensis, une compilation réalisée à Rochester entre 1122 et 1124. Elle semble partager la même source cantorbérienne que T[6].